# Meridiano 7 oeste
El meridiano 7 oeste de Greenwich es una línea de longitud que se extiende desde el Polo Norte atravesando el Océano Ártico, el Océano Atlántico, Europa, África, el Océano Antártico y la Antártida hasta el Polo Sur.
El meridiano 7 oeste forma un gran círculo con el meridiano 173 este.
Comenzando en el Polo Norte y dirigiéndose hacia el Polo Sur, este meridiano atraviesa:
| Coordenadas                     | País, territorio o mar | Notas |
| ------------------------------- | ---------------------- | --- |
| 90°0′N 7°0′O / 90.000, -7.000   | Océano Ártico          | |
| 82°2′N 7°0′O / 82.033, -7.000   | Océano Atlántico       | |
| 62°20′N 7°0′O / 62.333, -7.000  | Islas Feroe            | Islas de Eysturoy, Streymoy and Koltur                                                                                                |
| 62°5′N 7°0′O / 62.083, -7.000   | Océano Atlántico       | Pasa justo al oeste de las islas de Sandoy y Suðuroy, Islas Feroe                                                                     |
| 58°14′N 7°0′O / 58.233, -7.000  | Reino Unido            | Escocia - Islas de Lewis, Taransay y Harris                                                                                           |
| 57°45′N 7°0′O / 57.750, -7.000  | Océano Atlántico       | El Minch Mar de las Hébridas pasa justo al oeste de la isla de Tiree, Escocia, Reino Unido a través de una zona del océano sin nombre |
| 55°16′N 7°0′O / 55.267, -7.000  | Irlanda                | Península de Inishowen |
| 55°12′N 7°0′O / 55.200, -7.000  | Lough Foyle            | |
| 55°6′N 7°0′O / 55.100, -7.000   | Reino Unido            | Irlanda del Norte |
| 54°24′N 7°0′O / 54.400, -7.000  | Irlanda                | |
| 52°8′N 7°0′O / 52.133, -7.000   | Océano Atlántico       | Mar Celta a través de una zona sin nombre del océano Golfo de Vizcaya                                                                 |
| 43°33′N 7°0′O / 43.550, -7.000  | España                 | |
| 41°57′N 7°0′O / 41.950, -7.000  | Portugal               | |
| 40°14′N 7°0′O / 40.233, -7.000  | España                 | Durante 11 km |
| 40°7′N 7°0′O / 40.117, -7.000   | Portugal               | |
| 39°42′N 7°0′O / 39.700, -7.000  | España                 | Atraviesa Alburquerque |
| 39°5′N 7°0′O / 39.083, -7.000   | Portugal               | |
| 38°58′N 7°0′O / 38.967, -7.000  | España                 | Pasa justo al oeste de Badajoz |
| 38°12′N 7°0′O / 38.200, -7.000  | Portugal               | |
| 38°1′N 7°0′O / 38.017, -7.000   | España                 | Pasa justo al oeste de Huelva |
| 37°11′N 7°0′O / 37.183, -7.000  | Océano Atlántico       | |
| 33°54′N 7°0′O / 33.900, -7.000  | Marruecos              | Pasa justo al oeste de Rabat |
| 29°39′N 7°0′O / 29.650, -7.000  | Argelia                | |
| 26°20′N 7°0′O / 26.333, -7.000  | Mauritania             | |
| 15°30′N 7°0′O / 15.500, -7.000  | Mali                   | |
| 10°11′N 7°0′O / 10.183, -7.000  | Costa de Marfil        | |
| 4°34′N 7°0′O / 4.567, -7.000    | Océano Atlántico       | |
| 60°0′S 7°0′O / -60.000, -7.000  | Océano Antártico       | |
| 70°24′S 7°0′O / -70.400, -7.000 | Antártida              | Tierra de la Reina Maud, reclamado por Noruega                                                                                        |